# Xã Somerset, Quận Steele, Minnesota
Xã Somerset (tiếng Anh: Somerset Township) là một xã thuộc quận Steele, tiểu bang Minnesota, Hoa Kỳ. Năm 2010, dân số của xã này là 732 người.